# Györgytarló
Györgytarló is een plaats (község) en gemeente in het Hongaarse comitaat Borsod-Abaúj-Zemplén. Györgytarló telt 604 inwoners (2001).